# San Antonio Spurs 2019-2020
La stagione 2019-2020 dei San Antonio Spurs è la 53ª stagione della franchigia, la 44ª nella NBA, la 47ª a San Antonio.

## Stagione
La stagione inizia con l'addio di Ettore Messina, dopo cinque stagioni, allo staff tecnico di mister Popovich, per sedersi sulla panchina dell'Olimpia Milano. Il suo posto viene colmato con il ritorno di Tim Duncan che nella sua lunga carriera ha vestito soltanto la canotta degli Spurs.
Il 10 novembre 2019 all'AT&T Center, prima della partita in casa contro i Memphis Grizzlies, viene ritirata la casacca numero 9 dell'ex playmaker degli Spurs, Tony Parker.
Dal 9 al 20 novembre 2019, gli Spurs hanno subito la loro prima serie di sette sconfitte consecutive dal 1996-97. (La stagione 1996-97 è stata il primo anno di Gregg Popovich come capo allenatore degli Spurs, rappresentando la stagione più recente in cui gli Spurs hanno terminato con un record di sconfitte; inoltre, è la stagione più recente in cui gli Spurs non sono riusciti a raggiungere i playoff NBA.)
La stagione, il 12 marzo 2020, è stata sospesa a causa della positività al COVID-19 di un giocatore degli Utah Jazz, Rudy Gobert. La ripresa è stata il 31 luglio 2020 in sede unica, al Disney World Resort di Orlando (Florida), in seguito alla decisione ratificata dal commissioner Adam Silver in accordo con i proprietari delle franchigie. La ripartenza ha visto disputare 8 partite di regular season per ciascun team, definendo così la classifica finale e permettendo alle squadre di superare quota 70 partite. Il regolamento per il torneo di Orlando ha introdotto anche la possibilità di ricorrere al sistema del play-in. Nel caso in cui, infatti, ottava e nona classificata di ogni conference avessero terminato la regular season con un distacco uguale o inferiore alle 4 vittorie, le squadre si sarebbero giocate l'ultimo posto ai playoff.
Gli Spurs, chiudendo all'11º posto in Conference, per la prima volta dopo 22 anni consecutivi sono rimasti fuori dai playoff.

## Draft
| Giro | Scelta | Giocatore              | Ruolo | Nazionalità | Università/Squadra           |
| ---- | ------ | ---------------------- | ----- | ----------- | ---------------------------- |
| 1    | 19     | Luka Šamanić           | AG    | Croazia     | KK Olimpija                  |
| 1    | 29     | Keldon Johnson         | G/AP  | Stati Uniti | Kentucky                     |
| 2    | 49     | Quinndary Weatherspoon | P/G   | Stati Uniti | Mississippi State University |

Gli Spurs detengono due scelte nel primo round insieme alla 29ª scelta scambiata con Toronto nell'ambito dell'operazione Leonard-DeRozan della scorsa stagione, e una scelta nel secondo round.

## Roster
| \| Pos. \| Num. \| Naz. \| Nome \| Altezza \| Peso \| Data nascita \| Provenienza \| \| ---- \| ---- \| ---- \| ---------------------------- \| ------- \| ------ \| ------------ \| ------------------- \| \| AG/C \| 12 \| \| Aldridge, LaMarcus \| 211 cm \| 118 kg \| 19-07-1985 \| Texas \| \| G \| 18 \| \| Belinelli, Marco \| 196 cm \| 95 kg \| 25-03-1986 \| Italia \| \| G \| 10 \| \| DeRozan, DeMar \| 201 cm \| 100 kg \| 07-08-1989 \| Southern California \| \| AG/C \| 14 \| \| Eubanks, Drew (TW) \| 208 cm \| 109 kg \| 01-02-1997 \| Oregon State \| \| G \| 11 \| \| Forbes, Bryn \| 190 cm \| 86 kg \| 23-07-1993 \| Michigan State \| \| AP \| 22 \| \| Gay, Rudy \| 203 cm \| 104 kg \| 17-08-1986 \| Connecticut \| \| AP \| 3 \| \| Johnson, Keldon \| 198 cm \| 96 kg \| 11-10-1999 \| Kentucky \| \| AP \| 41 \| \| Lyles, Trey \| 208 cm \| 106 kg \| 05-11-1995 \| Kentucky \| \| AG \| 7 \| \| Metu, Chimezie \| 208 cm \| 99 kg \| 22-03-1997 \| Southern California \| \| P \| 8 \| \| Mills, Patty \| 183 cm \| 84 kg \| 11-08-1988 \| Saint Mary's \| \| P \| 5 \| \| Murray, Dejounte \| 196 cm \| 77 kg \| 19-09-1996 \| Washington \| \| C \| 25 \| \| Pöltl, Jakob \| 213 cm \| 104 kg \| 15-10-1995 \| Utah \| \| AG \| 19 \| \| Šamanić, Luka \| 211 cm \| 103 kg \| 09-01-2000 \| Croazia \| \| G \| 1 \| \| Walker, Lonnie \| 196 cm \| 89 kg \| 14-12-1998 \| Miami \| \| G \| 15 \| \| Weatherspoon, Quinndary (TW) \| 193 cm \| 94 kg \| 10-09-1996 \| Mississippi \| \| P/G \| 4 \| \| White, Derrick \| 193 cm \| 86 kg \| 02-07-1994 \| Colorado \| \| C \| 45 \| \| Zeller, Tyler \| 213 cm \| 116 kg \| 17-01-1990 \| North Carolina \| | Allenatore - Gregg Popovich Assistente/i - Tim Duncan - Chip Engelland - Mitch Johnson - Becky Hammon - Will Hardy Legenda - (C) Capitano - (FA) Free agent - (S) Sospeso - (DP) Unsigned draft pick - (GL) Assegnato a squadra G League affiliata - (TW) Contratto Two-way - Infortunato Roster • Transazioni · Ultima transazione: 31 luglio 2020 |                        |                              |         |        |              |                     |
| Pos. | Num. | Naz.                   | Nome                         | Altezza | Peso   | Data nascita | Provenienza         |
| AG/C | 12 | Stati Uniti (bandiera) | Aldridge, LaMarcus           | 211 cm  | 118 kg | 19-07-1985   | Texas               |
| G | 18 | Italia (bandiera)      | Belinelli, Marco             | 196 cm  | 95 kg  | 25-03-1986   | Italia              |
| G | 10 | Stati Uniti (bandiera) | DeRozan, DeMar               | 201 cm  | 100 kg | 07-08-1989   | Southern California |
| AG/C | 14 | Stati Uniti (bandiera) | Eubanks, Drew (TW)           | 208 cm  | 109 kg | 01-02-1997   | Oregon State        |
| G | 11 | Stati Uniti (bandiera) | Forbes, Bryn                 | 190 cm  | 86 kg  | 23-07-1993   | Michigan State      |
| AP | 22 | Stati Uniti (bandiera) | Gay, Rudy                    | 203 cm  | 104 kg | 17-08-1986   | Connecticut         |
| AP | 3 | Stati Uniti (bandiera) | Johnson, Keldon              | 198 cm  | 96 kg  | 11-10-1999   | Kentucky            |
| AP | 41 | Canada (bandiera)      | Lyles, Trey                  | 208 cm  | 106 kg | 05-11-1995   | Kentucky            |
| AG | 7 | Stati Uniti (bandiera) | Metu, Chimezie               | 208 cm  | 99 kg  | 22-03-1997   | Southern California |
| P | 8 | Australia (bandiera)   | Mills, Patty                 | 183 cm  | 84 kg  | 11-08-1988   | Saint Mary's        |
| P | 5 | Stati Uniti (bandiera) | Murray, Dejounte             | 196 cm  | 77 kg  | 19-09-1996   | Washington          |
| C | 25 | Austria (bandiera)     | Pöltl, Jakob                 | 213 cm  | 104 kg | 15-10-1995   | Utah                |
| AG | 19 | Croazia (bandiera)     | Šamanić, Luka                | 211 cm  | 103 kg | 09-01-2000   | Croazia             |
| G | 1 | Stati Uniti (bandiera) | Walker, Lonnie               | 196 cm  | 89 kg  | 14-12-1998   | Miami               |
| G | 15 | Stati Uniti (bandiera) | Weatherspoon, Quinndary (TW) | 193 cm  | 94 kg  | 10-09-1996   | Mississippi         |
| P/G | 4 | Stati Uniti (bandiera) | White, Derrick               | 193 cm  | 86 kg  | 02-07-1994   | Colorado            |
| C | 45 | Stati Uniti (bandiera) | Zeller, Tyler                | 213 cm  | 116 kg | 17-01-1990   | North Carolina      |

## Classifiche

### Division

#### Southwest Division
| Southwest Division    | Southwest Division | Southwest Division | Southwest Division | Southwest Division | Southwest Division | Southwest Division | Southwest Division | Southwest Division |
| Squadra               | V                  | S                  | V%                 | PR                 | Casa               | Trasf              | Div                | PG                 |
| --------------------- | ------------------ | ------------------ | ------------------ | ------------------ | ------------------ | ------------------ | ------------------ | ------------------ |
| y – Houston Rockets   | 44                 | 28                 | .611               | 8,5                | 24–12              | 20–16              | 8–5                | 72                 |
| x – Dallas Mavericks  | 43                 | 32                 | .573               | 11,0               | 20–18              | 23–14              | 10–4               | 75                 |
| v – Memphis Grizzlies | 34                 | 39                 | .466               | 19,0               | 20–17              | 14–22              | 4–9                | 73                 |
| San Antonio Spurs     | 32                 | 39                 | .451               | 20,0               | 19–15              | 13–24              | 7–6                | 71                 |
| N.O. Pelicans         | 30                 | 42                 | .417               | 22,5               | 15–21              | 15–21              | 4–9                | 72                 |

### Conference

#### Western Conference
| Western Conference | Western Conference      | Western Conference | Western Conference | Western Conference | Western Conference | Western Conference |
| #                  | Squadra                 | V                  | S                  | V%                 | PR                 | PG                 |
| ------------------ | ----------------------- | ------------------ | ------------------ | ------------------ | ------------------ | ------------------ |
| 1                  | c – L.A. Lakers *       | 52                 | 19                 | .732               | –                  | 71                 |
| 2                  | x – L.A. Clippers       | 49                 | 23                 | .681               | 3,5                | 72                 |
| 3                  | y – Denver Nuggets *    | 46                 | 27                 | .630               | 7,0                | 73                 |
| 4                  | y – Houston Rockets *   | 44                 | 28                 | .611               | 8,5                | 72                 |
| 5                  | x – Oklahoma Thunder    | 44                 | 28                 | .611               | 8,5                | 72                 |
| 6                  | x – Utah Jazz           | 44                 | 28                 | .611               | 8,5                | 72                 |
| 7                  | x – Dallas Mavericks    | 43                 | 32                 | .573               | 11,0               | 75                 |
| 8                  | v – Portland T. Blazers | 35                 | 39                 | .473               | 18,5               | 74                 |
|                    |                         |                    |                    |                    |                    |                    |
| 9                  | v – Memphis Grizzlies   | 34                 | 39                 | .466               | 19,0               | 73                 |
| 10                 | Phoenix Suns            | 34                 | 39                 | .466               | 19,0               | 73                 |
| 11                 | San Antonio Spurs       | 32                 | 39                 | .451               | 20,0               | 71                 |
| 12                 | Sacramento Kings        | 31                 | 41                 | .431               | 21,5               | 72                 |
| 13                 | N.O. Pelicans           | 30                 | 42                 | .417               | 22,5               | 72                 |
| 14                 | Minnesota T'wolves      | 19                 | 45                 | .297               | 29,5               | 64                 |
| 15                 | G.S. Warriors           | 15                 | 50                 | .231               | 34,0               | 65                 |

## Calendario e risultati

### Preseason
Le date della preseason
| Preseason 2019                                    | Preseason 2019                                    | Preseason 2019                                    | Preseason 2019                                    | Preseason 2019                                    | Preseason 2019                                    | Preseason 2019                                    | Preseason 2019                                    | Preseason 2019                                    |
| Record preseason: 2-3 (Casa: 1–2; Trasferta: 1–1) | Record preseason: 2-3 (Casa: 1–2; Trasferta: 1–1) | Record preseason: 2-3 (Casa: 1–2; Trasferta: 1–1) | Record preseason: 2-3 (Casa: 1–2; Trasferta: 1–1) | Record preseason: 2-3 (Casa: 1–2; Trasferta: 1–1) | Record preseason: 2-3 (Casa: 1–2; Trasferta: 1–1) | Record preseason: 2-3 (Casa: 1–2; Trasferta: 1–1) | Record preseason: 2-3 (Casa: 1–2; Trasferta: 1–1) | Record preseason: 2-3 (Casa: 1–2; Trasferta: 1–1) |
| Partita                                           | Data                                              | Avversario                                        | Punteggio                                         | Più punti                                         | Più rimbalzi                                      | Più assist                                        | Spettatori                                        | Record                                            |
| ------------------------------------------------- | ------------------------------------------------- | ------------------------------------------------- | ------------------------------------------------- | ------------------------------------------------- | ------------------------------------------------- | ------------------------------------------------- | ------------------------------------------------- | ------------------------------------------------- |
| 1                                                 | 5 ottobre                                         | Orlando Magic                                     | S 89–125                                          | Bryn Forbes (24)                                  | Rudy Gay (6)                                      | Derrick White (6)                                 | AT&T Center 14.123                                | 0-1                                               |
| 2                                                 | 8 ottobre                                         | @ Miami Heat                                      | S 89–107                                          | Rudy Gay (12)                                     | Jakob Pöltl (5)                                   | DeRozan, Murray, White (3)                        | AmericanAirlines Arena 19.600                     | 0-2                                               |
| 3                                                 | 13 ottobre                                        | N.O. Pelicans                                     | S 114–123                                         | Bryn Forbes (18)                                  | Jakob Pöltl (7)                                   | Patty Mills (6)                                   | AT&T Center 12.101                                | 0-3                                               |
| 4                                                 | 16 ottobre                                        | @ Houston Rockets                                 | V 128–114                                         | LaMarcus Aldridge (22)                            | DeMarre Carroll (7)                               | Jakob Pöltl (5)                                   | Toyota Center 17.283                              | 1-3                                               |
| 5                                                 | 18 ottobre                                        | Memphis Grizzlies                                 | V 104–91                                          | Patty Mills (16)                                  | LaMarcus Aldridge (11)                            | DeMar DeRozan (5)                                 | AT&T Center 12.664                                | 2-3                                               |

### Regular season

#### Andamento stagionale
| Stagione 2019-2020                             | Stagione 2019-2020                             | Stagione 2019-2020                             | Stagione 2019-2020                             | Stagione 2019-2020                             | Stagione 2019-2020                             | Stagione 2019-2020                             | Stagione 2019-2020                             | Stagione 2019-2020                             |
| Totale : 32–39 (Casa: 19–15; Trasferta: 13–24) | Totale : 32–39 (Casa: 19–15; Trasferta: 13–24) | Totale : 32–39 (Casa: 19–15; Trasferta: 13–24) | Totale : 32–39 (Casa: 19–15; Trasferta: 13–24) | Totale : 32–39 (Casa: 19–15; Trasferta: 13–24) | Totale : 32–39 (Casa: 19–15; Trasferta: 13–24) | Totale : 32–39 (Casa: 19–15; Trasferta: 13–24) | Totale : 32–39 (Casa: 19–15; Trasferta: 13–24) | Totale : 32–39 (Casa: 19–15; Trasferta: 13–24) |
| ---------------------------------------------- | ---------------------------------------------- | ---------------------------------------------- | ---------------------------------------------- | ---------------------------------------------- | ---------------------------------------------- | ---------------------------------------------- | ---------------------------------------------- | ---------------------------------------------- |

#### Ottobre
| Ottobre 2019                                  | Ottobre 2019                                  | Ottobre 2019                                  | Ottobre 2019                                  | Ottobre 2019                                  | Ottobre 2019                                  | Ottobre 2019                                  | Ottobre 2019                                  | Ottobre 2019                                  |
| Record mese : 3–1 (Casa: 3–0; Trasferta: 0–1) | Record mese : 3–1 (Casa: 3–0; Trasferta: 0–1) | Record mese : 3–1 (Casa: 3–0; Trasferta: 0–1) | Record mese : 3–1 (Casa: 3–0; Trasferta: 0–1) | Record mese : 3–1 (Casa: 3–0; Trasferta: 0–1) | Record mese : 3–1 (Casa: 3–0; Trasferta: 0–1) | Record mese : 3–1 (Casa: 3–0; Trasferta: 0–1) | Record mese : 3–1 (Casa: 3–0; Trasferta: 0–1) | Record mese : 3–1 (Casa: 3–0; Trasferta: 0–1) |
| Partita                                       | Data                                          | Avversario                                    | Punteggio                                     | Più punti                                     | Più rimbalzi                                  | Più assist                                    | Spettatori                                    | Record                                        |
| --------------------------------------------- | --------------------------------------------- | --------------------------------------------- | --------------------------------------------- | --------------------------------------------- | --------------------------------------------- | --------------------------------------------- | --------------------------------------------- | --------------------------------------------- |
| 1                                             | 23 ottobre                                    | N.Y. Knicks                                   | V 120–111                                     | LaMarcus Aldridge (22)                        | Trey Lyles (11)                               | Dejounte Murray (6)                           | AT&T Center 18.354                            | 1-0                                           |
| 2                                             | 26 ottobre                                    | Wash. Wizards                                 | V 124–122                                     | LaMarcus Aldridge (27)                        | Dejounte Murray (10)                          | Murray, Gay, Pöltl (4)                        | AT&T Center 18.354                            | 2-0                                           |
| 3                                             | 28 ottobre                                    | Portland T. Blazers                           | V 113–110                                     | DeMar DeRozan (27)                            | Trey Lyles 8                                  | Dejounte Murray 8                             | AT&T Center 18.083                            | 3-0                                           |
| 4                                             | 31 ottobre                                    | @ L.A. Clippers                               | S 97–103                                      | DeMar DeRozan (29)                            | Rudy Gay (12)                                 | Rudy Gay (4)                                  | Staples Center 19.068                         | 3-1                                           |

#### Novembre
| Novembre 2019                                  | Novembre 2019                                  | Novembre 2019                                  | Novembre 2019                                  | Novembre 2019                                  | Novembre 2019                                  | Novembre 2019                                  | Novembre 2019                                  | Novembre 2019                                  |
| Record mese : 4–12 (Casa: 2–6; Trasferta: 2–6) | Record mese : 4–12 (Casa: 2–6; Trasferta: 2–6) | Record mese : 4–12 (Casa: 2–6; Trasferta: 2–6) | Record mese : 4–12 (Casa: 2–6; Trasferta: 2–6) | Record mese : 4–12 (Casa: 2–6; Trasferta: 2–6) | Record mese : 4–12 (Casa: 2–6; Trasferta: 2–6) | Record mese : 4–12 (Casa: 2–6; Trasferta: 2–6) | Record mese : 4–12 (Casa: 2–6; Trasferta: 2–6) | Record mese : 4–12 (Casa: 2–6; Trasferta: 2–6) |
| Partita                                        | Data                                           | Avversario                                     | Punteggio                                      | Più punti                                      | Più rimbalzi                                   | Più assist                                     | Spettatori                                     | Record                                         |
| ---------------------------------------------- | ---------------------------------------------- | ---------------------------------------------- | ---------------------------------------------- | ---------------------------------------------- | ---------------------------------------------- | ---------------------------------------------- | ---------------------------------------------- | ---------------------------------------------- |
| 5                                              | 1 novembre                                     | @ G.S. Warriors                                | V 127–110                                      | Patty Mills (31)                               | Trey Lyles (14)                                | DeMar DeRozan (11)                             | Chase Center 18.064                            | 4-1                                            |
| 6                                              | 3 novembre                                     | L.A. Lakers                                    | S 96–103                                       | Dejounte Murray (18)                           | Dejounte Murray (11)                           | DeMar DeRozan (5)                              | AT&T Center 18.610                             | 4-2                                            |
| 7                                              | 5 novembre                                     | @ Atlanta Hawks                                | S 100–108                                      | DeMar DeRozan (22)                             | Trey Lyles (12)                                | Aldridge, DeRozan, Murray (4)                  | Philips Arena 14.025                           | 4-3                                            |
| 8                                              | 7 novembre                                     | Oklahoma Thunder                               | V 121–112                                      | LaMarcus Aldridge (39)                         | Dejounte Murray (8)                            | Dejounte Murray (10)                           | AT&T Center 18.354                             | 5-3                                            |
| 9                                              | 9 novembre                                     | Boston Celtics                                 | S 115–135                                      | DeMar DeRozan (22)                             | Lyles, Metu (8)                                | DeRozan, Murray (4)                            | AT&T Center 18.354                             | 5-4                                            |
| 10                                             | 11 novembre                                    | Memphis Grizzlies                              | S 109–113                                      | LaMarcus Aldridge (19)                         | Rudy Gay (8)                                   | DeMar DeRozan (7)                              | AT&T Center 18.627                             | 5-5                                            |
| 11                                             | 13 novembre                                    | @ Minnesota T'wolves                           | S 114–129                                      | DeMar DeRozan (27)                             | Trey Lyles (11)                                | DeRozan, White (4)                             | Target Center 11.581                           | 5-6                                            |
| 12                                             | 15 novembre                                    | @ Orlando Magic                                | S 109–111                                      | DeMar DeRozan (21)                             | Trey Lyles (12)                                | Dejounte Murray (6)                            | Amway Center 16.296                            | 5-7                                            |
| 13                                             | 16 novembre                                    | Portland T. Blazers                            | S 116–121                                      | LaMarcus Aldridge (30)                         | LaMarcus Aldridge (13)                         | White, DeRozan, Mills (5)                      | AT&T Center 18.534                             | 5-8                                            |
| 14                                             | 18 novembre                                    | @ Dallas Mavericks                             | S 110–117                                      | DeMar DeRozan (36)                             | Jakob Pöltl (10)                               | DeMar DeRozan (4)                              | American Airlines Center 19.637                | 5-9                                            |
| 15                                             | 20 novembre                                    | @ Wash. Wizards                                | S 132–138                                      | DeMar DeRozan (31)                             | LaMarcus Aldridge (10)                         | Bryn Forbes (7)                                | Capital One Arena 14.579                       | 5-10                                           |
| 16                                             | 22 novembre                                    | @ Philadelphia 76ers                           | S 104–115                                      | DeMar DeRozan (29)                             | DeMar DeRozan (7)                              | Murray, Mills (4)                              | Wells Fargo Center 20.927                      | 5-11                                           |
| 17                                             | 23 novembre                                    | @ N.Y. Knicks                                  | V 111–104                                      | LaMarcus Aldridge (23)                         | Jakob Pöltl (10)                               | Derrick White (5)                              | Madison Square Garden 19.320                   | 6-11                                           |
| 18                                             | 25 novembre                                    | L.A. Lakers                                    | S 104–114                                      | LaMarcus Aldridge (30)                         | Pöltl, Murray (8)                              | DeRozan, Forbes (5)                            | AT&T Center 18.498                             | 6-12                                           |
| 19                                             | 27 novembre                                    | Minnesota T'wolves                             | S 101–113                                      | LaMarcus Aldridge (22)                         | Rudy Gay (11)                                  | Derrick White (6)                              | AT&T Center 18.354                             | 6-13                                           |
| 20                                             | 29 novembre                                    | L.A. Clippers                                  | V 107–97                                       | Aldridge, White (17)                           | DeMar DeRozan (9)                              | LaMarcus Aldridge (7)                          | AT&T Center 18.354                             | 7-13                                           |

#### Dicembre
| Dicembre 2019                                 | Dicembre 2019                                 | Dicembre 2019                                 | Dicembre 2019                                 | Dicembre 2019                                 | Dicembre 2019                                 | Dicembre 2019                                 | Dicembre 2019                                 | Dicembre 2019                                 |
| Record mese : 7–5 (Casa: 5–2; Trasferta: 2–3) | Record mese : 7–5 (Casa: 5–2; Trasferta: 2–3) | Record mese : 7–5 (Casa: 5–2; Trasferta: 2–3) | Record mese : 7–5 (Casa: 5–2; Trasferta: 2–3) | Record mese : 7–5 (Casa: 5–2; Trasferta: 2–3) | Record mese : 7–5 (Casa: 5–2; Trasferta: 2–3) | Record mese : 7–5 (Casa: 5–2; Trasferta: 2–3) | Record mese : 7–5 (Casa: 5–2; Trasferta: 2–3) | Record mese : 7–5 (Casa: 5–2; Trasferta: 2–3) |
| Partita                                       | Data                                          | Avversario                                    | Punteggio                                     | Più punti                                     | Più rimbalzi                                  | Più assist                                    | Spettatori                                    | Record                                        |
| --------------------------------------------- | --------------------------------------------- | --------------------------------------------- | --------------------------------------------- | --------------------------------------------- | --------------------------------------------- | --------------------------------------------- | --------------------------------------------- | --------------------------------------------- |
| 21                                            | 1º dicembre                                   | @ Detroit Pistons                             | S 98–132                                      | DeMar DeRozan (20)                            | Drew Eubanks (8)                              | Dejounte Murray (6)                           | Little Caesars Arena 20.332                   | 7-14                                          |
| 22                                            | 3 dicembre                                    | Houston Rockets                               | V 135–133 (2OT)                               | Lonnie Walker (28)                            | Jakob Pöltl (15)                              | DeMar DeRozan (9)                             | AT&T Center 18.354                            | 8-14                                          |
| 23                                            | 6 dicembre                                    | Sacramento Kings                              | V 105–104 (OT)                                | LaMarcus Aldridge (19)                        | LaMarcus Aldridge (13)                        | DeMar DeRozan (7)                             | AT&T Center 18.354                            | 9-14                                          |
| 24                                            | 12 dicembre                                   | Cleveland Cavaliers                           | S 109–117 (OT)                                | DeMar DeRozan (21)                            | LaMarcus Aldridge (10)                        | DeRozan, Murray (4)                           | AT&T Center 18.354                            | 9-15                                          |
| 25                                            | 14 dicembre                                   | @ Phoenix Suns                                | V 121–119 (OT)                                | Patty Mills (26)                              | Jakob Pöltl (11)                              | Dejounte Murray (5)                           | Mexico City Arena 20.013                      | 10-15                                         |
| 26                                            | 16 dicembre                                   | @ Houston Rockets                             | S 107–109                                     | LaMarcus Aldridge (19)                        | Aldridge, Gay (12)                            | DeMar DeRozan (5)                             | Toyota Center 18.055                          | 10-16                                         |
| 27                                            | 19 dicembre                                   | Brooklyn Nets                                 | V 118–105                                     | Patty Mills (27)                              | LaMarcus Aldridge (10)                        | DeMar DeRozan (6)                             | AT&T Center 18.354                            | 11-16                                         |
| 28                                            | 21 dicembre                                   | L.A. Clippers                                 | S 109–134                                     | DeMar DeRozan (24)                            | Dejounte Murray (6)                           | Murray, Gay, Pöltl (5)                        | AT&T Center 18.354                            | 11-17                                         |
| 29                                            | 23 dicembre                                   | @ Memphis Grizzlies                           | V 145–115                                     | LaMarcus Aldridge (40)                        | LaMarcus Aldridge (9)                         | DeMar DeRozan (10)                            | FedExForum 17.794                             | 12-17                                         |
| 30                                            | 26 dicembre                                   | @ Dallas Mavericks                            | S 98–102                                      | DeMar DeRozan (21)                            | Rudy Gay (8)                                  | Derrick White (6)                             | American Airlines Center 19.200               | 12-18                                         |
| 31                                            | 28 dicembre                                   | Detroit Pistons                               | V 136–109                                     | DeMar DeRozan (29)                            | LaMarcus Aldridge (12)                        | DeMar DeRozan (8)                             | AT&T Center 18.524                            | 13-18                                         |
| 32                                            | 31 dicembre                                   | G.S. Warriors                                 | V 117–113 (OT)                                | DeMar DeRozan (24)                            | LaMarcus Aldridge (12)                        | Dejounte Murray (5)                           | AT&T Center 18.354                            | 14-18                                         |

#### Gennaio
| Gennaio 2020                                  | Gennaio 2020                                  | Gennaio 2020                                  | Gennaio 2020                                  | Gennaio 2020                                  | Gennaio 2020                                  | Gennaio 2020                                  | Gennaio 2020                                  | Gennaio 2020                                  |
| Record mese : 7–8 (Casa: 3–4; Trasferta: 4–4) | Record mese : 7–8 (Casa: 3–4; Trasferta: 4–4) | Record mese : 7–8 (Casa: 3–4; Trasferta: 4–4) | Record mese : 7–8 (Casa: 3–4; Trasferta: 4–4) | Record mese : 7–8 (Casa: 3–4; Trasferta: 4–4) | Record mese : 7–8 (Casa: 3–4; Trasferta: 4–4) | Record mese : 7–8 (Casa: 3–4; Trasferta: 4–4) | Record mese : 7–8 (Casa: 3–4; Trasferta: 4–4) | Record mese : 7–8 (Casa: 3–4; Trasferta: 4–4) |
| Partita                                       | Data                                          | Avversario                                    | Punteggio                                     | Più punti                                     | Più rimbalzi                                  | Più assist                                    | Spettatori                                    | Record                                        |
| --------------------------------------------- | --------------------------------------------- | --------------------------------------------- | --------------------------------------------- | --------------------------------------------- | --------------------------------------------- | --------------------------------------------- | --------------------------------------------- | --------------------------------------------- |
| 33                                            | 2 gennaio                                     | Oklahoma Thunder                              | S 103–109                                     | DeMar DeRozan (30)                            | LaMarcus Aldridge (12)                        | Derrick White (5)                             | AT&T Center 18.354                            | 14-19                                         |
| 34                                            | 4 gennaio                                     | @ Milwaukee Bucks                             | S 118–127                                     | DeMar DeRozan (26)                            | Trey Lyles (14)                               | DeMar DeRozan (5)                             | Fiserv Forum 18.002                           | 14-20                                         |
| 35                                            | 6 gennaio                                     | Milwaukee Bucks                               | V 126–104                                     | DeMar DeRozan (25)                            | Trey Lyles (12)                               | DeMar DeRozan (7)                             | AT&T Center 18.354                            | 15-20                                         |
| 36                                            | 8 gennaio                                     | @ Boston Celtics                              | V 129–114                                     | DeMar DeRozan (31)                            | Jakob Pöltl (12)                              | Bryn Forbes (6)                               | TD Garden 19.156                              | 16-20                                         |
| 37                                            | 10 gennaio                                    | @ Memphis Grizzlies                           | S 121–134                                     | DeMar DeRozan (36)                            | Aldridge, DeRozan (9)                         | DeMar DeRozan (9)                             | FedExForum 16.448                             | 16-21                                         |
| 38                                            | 12 gennaio                                    | @ Toronto Raptors                             | V 105–104                                     | DeMar DeRozan (25)                            | Jakob Pöltl (10)                              | Aldridge, Murray, DeRozan, White (4)          | Scotiabank Arena 19.800                       | 17-21                                         |
| 39                                            | 15 gennaio                                    | @ Miami Heat                                  | S 100–106                                     | DeMar DeRozan (30)                            | Murray, Lyles (7)                             | DeMar DeRozan (7)                             | AmericanAirlines Arena 19.704                 | 17-22                                         |
| 40                                            | 17 gennaio                                    | Atlanta Hawks                                 | S 120–121                                     | LaMarcus Aldridge (30)                        | Dejounte Murray (12)                          | DeMar DeRozan (9)                             | AT&T Center 18.354                            | 17-23                                         |
| 41                                            | 19 gennaio                                    | Miami Heat                                    | V 107–102                                     | LaMarcus Aldridge (21)                        | DeMar DeRozan (9)                             | DeMar DeRozan (9)                             | AT&T Center 18.422                            | 18-23                                         |
| 42                                            | 20 gennaio                                    | @ Phoenix Suns                                | V 120–118                                     | Derrick White (25)                            | DeMar DeRozan (9)                             | DeMar DeRozan (8)                             | Talking Stick Resort Arena 14.847             | 19-23                                         |
| 43                                            | 22 gennaio                                    | @ N.O. Pelicans                               | V 121–117                                     | LaMarcus Aldridge (32)                        | LaMarcus Aldridge (14)                        | Derrick White (7)                             | Smoothie King Center 18.365                   | 20-23                                         |
| 44                                            | 24 gennaio                                    | Phoenix Suns                                  | S 99–103                                      | DeMar DeRozan (30)                            | DeRozan, Lyles (8)                            | DeRozan, White (4)                            | AT&T Center 18.354                            | 20-24                                         |
| 45                                            | 26 gennaio                                    | Toronto Raptors                               | S 106–110                                     | DeRozan, White (14)                           | LaMarcus Aldridge (10)                        | DeMar DeRozan (7)                             | AT&T Center 18.354                            | 20-25                                         |
| 46                                            | 27 gennaio                                    | @ Chicago Bulls                               | S 109–110                                     | DeMar DeRozan (36)                            | Jakob Pöltl (13)                              | Bryn Forbes (5)                               | United Center 16.071                          | 20-26                                         |
| 47                                            | 29 gennaio                                    | Utah Jazz                                     | V 127–120                                     | DeMar DeRozan (38)                            | Jakob Pöltl (8)                               | DeRozan, Pöltl (5)                            | AT&T Center 17.887                            | 21-26                                         |

#### Febbraio
| Febbraio 2020                                 | Febbraio 2020                                 | Febbraio 2020                                 | Febbraio 2020                                 | Febbraio 2020                                 | Febbraio 2020                                 | Febbraio 2020                                 | Febbraio 2020                                 | Febbraio 2020                                 |
| Record mese : 4–7 (Casa: 2–1; Trasferta: 2–6) | Record mese : 4–7 (Casa: 2–1; Trasferta: 2–6) | Record mese : 4–7 (Casa: 2–1; Trasferta: 2–6) | Record mese : 4–7 (Casa: 2–1; Trasferta: 2–6) | Record mese : 4–7 (Casa: 2–1; Trasferta: 2–6) | Record mese : 4–7 (Casa: 2–1; Trasferta: 2–6) | Record mese : 4–7 (Casa: 2–1; Trasferta: 2–6) | Record mese : 4–7 (Casa: 2–1; Trasferta: 2–6) | Record mese : 4–7 (Casa: 2–1; Trasferta: 2–6) |
| Partita                                       | Data                                          | Avversario                                    | Punteggio                                     | Più punti                                     | Più rimbalzi                                  | Più assist                                    | Spettatori                                    | Record                                        |
| --------------------------------------------- | --------------------------------------------- | --------------------------------------------- | --------------------------------------------- | --------------------------------------------- | --------------------------------------------- | --------------------------------------------- | --------------------------------------------- | --------------------------------------------- |
| 48                                            | 1º febbraio                                   | Charlotte Hornets                             | V 114–90                                      | DeMar DeRozan (24)                            | Dejounte Murray (10)                          | DeMar DeRozan (6)                             | AT&T Center 18.615                            | 22-26                                         |
| 49                                            | 3 febbraio                                    | @ L.A. Clippers                               | S 105–108                                     | LaMarcus Aldridge (27)                        | LaMarcus Aldridge (9)                         | Derrick White (8)                             | Staples Center 19.068                         | 22-27                                         |
| 50                                            | 4 febbraio                                    | @ L.A. Lakers                                 | S 102–129                                     | DeMar DeRozan (28)                            | DeMar DeRozan (8)                             | DeMar DeRozan (7)                             | Staples Center 18.997                         | 22-28                                         |
| 51                                            | 6 febbraio                                    | @ Portland T. Blazers                         | S 117–125                                     | Trey Lyles (23)                               | Trey Lyles (10)                               | DeMar DeRozan (6)                             | Moda Center 19.653                            | 22-29                                         |
| 52                                            | 8 febbraio                                    | @ Sacramento Kings                            | S 102–122                                     | Dejounte Murray (17)                          | LaMarcus Aldridge (10)                        | Dejounte Murray (9)                           | Golden 1 Center 16.756                        | 22-30                                         |
| 53                                            | 10 febbraio                                   | @ Denver Nuggets                              | S 120–127                                     | LaMarcus Aldridge (33)                        | Trey Lyles (7)                                | Dejounte Murray (9)                           | Pepsi Center 19.520                           | 22-31                                         |
| 54                                            | 11 febbraio                                   | @ Oklahoma Thunder                            | V 114–106                                     | Aldridge, Murray (25)                         | LaMarcus Aldridge (14)                        | Derrick White (8)                             | Chesapeake Energy Arena 18.203                | 23-31                                         |
| 55                                            | 21 febbraio                                   | @ Utah Jazz                                   | V 113–104                                     | Dejounte Murray (23)                          | LaMarcus Aldridge (8)                         | DeMar DeRozan (7)                             | Vivint Smart Home Arena 18.306                | 24-31                                         |
| 56                                            | 23 febbraio                                   | @ Oklahoma Thunder                            | S 103–131                                     | Rudy Gay (14)                                 | Rudy Gay (6)                                  | Dejounte Murray (7)                           | Chesapeake Energy Arena 18.203                | 24-32                                         |
| 57                                            | 26 febbraio                                   | Dallas Mavericks                              | S 103–109                                     | DeMar DeRozan (27)                            | Trey Lyles (9)                                | DeMar DeRozan (9)                             | AT&T Center 18.354                            | 24-33                                         |
| 58                                            | 29 febbraio                                   | Orlando Magic                                 | V 114–113                                     | Trey Lyles (20)                               | Trey Lyles (9)                                | DeMar DeRozan (9)                             | AT&T Center 18.354                            | 25-33                                         |

#### Marzo
| Marzo 2020                                    | Marzo 2020                                    | Marzo 2020                                    | Marzo 2020                                    | Marzo 2020                                    | Marzo 2020                                    | Marzo 2020                                    | Marzo 2020                                    | Marzo 2020                                    |
| Record mese : 2–3 (Casa: 1–1; Trasferta: 1–2) | Record mese : 2–3 (Casa: 1–1; Trasferta: 1–2) | Record mese : 2–3 (Casa: 1–1; Trasferta: 1–2) | Record mese : 2–3 (Casa: 1–1; Trasferta: 1–2) | Record mese : 2–3 (Casa: 1–1; Trasferta: 1–2) | Record mese : 2–3 (Casa: 1–1; Trasferta: 1–2) | Record mese : 2–3 (Casa: 1–1; Trasferta: 1–2) | Record mese : 2–3 (Casa: 1–1; Trasferta: 1–2) | Record mese : 2–3 (Casa: 1–1; Trasferta: 1–2) |
| Partita                                       | Data                                          | Avversario                                    | Punteggio                                     | Più punti                                     | Più rimbalzi                                  | Più assist                                    | Spettatori                                    | Record                                        |
| --------------------------------------------- | --------------------------------------------- | --------------------------------------------- | --------------------------------------------- | --------------------------------------------- | --------------------------------------------- | --------------------------------------------- | --------------------------------------------- | --------------------------------------------- |
| 59                                            | 2 marzo                                       | Indiana Pacers                                | S 111–116                                     | Patty Mills (24)                              | Dejounte Murray (7)                           | DeMar DeRozan (7)                             | AT&T Center 17.635                            | 25-34                                         |
| 60                                            | 3 marzo                                       | @ Charlotte Hornets                           | V 104–103                                     | Dejounte Murray (21)                          | Rudy Gay (7)                                  | DeMar DeRozan (10)                            | Spectrum Center 12.008                        | 26-34                                         |
| 61                                            | 6 marzo                                       | @ Brooklyn Nets                               | S 120–139                                     | DeMar DeRozan (24)                            | Gay, Murray (6)                               | DeMar DeRozan (9)                             | Barclays Center 16.277                        | 26-35                                         |
| 62                                            | 8 marzo                                       | @ Cleveland Cavaliers                         | S 129–132 (OT)                                | DeMar DeRozan (25)                            | Lyles, Gay (9)                                | Dejounte Murray (6)                           | Rocket Mortgage FieldHouse 17.995             | 26-36                                         |
| 63                                            | 10 marzo                                      | Dallas Mavericks                              | V 119–109                                     | LaMarcus Aldridge (24)                        | Trey Lyles (11)                               | DeMar DeRozan (12)                            | AT&T Center 18.354                            | 27-36                                         |

#### Seeding games
| Seeding games                                 | Seeding games                                 | Seeding games                                 | Seeding games                                 | Seeding games                                 | Seeding games                                 | Seeding games                                 | Seeding games                                 | Seeding games                                 |
| Record mese : 5–3 (Casa: 3–1; Trasferta: 2–2) | Record mese : 5–3 (Casa: 3–1; Trasferta: 2–2) | Record mese : 5–3 (Casa: 3–1; Trasferta: 2–2) | Record mese : 5–3 (Casa: 3–1; Trasferta: 2–2) | Record mese : 5–3 (Casa: 3–1; Trasferta: 2–2) | Record mese : 5–3 (Casa: 3–1; Trasferta: 2–2) | Record mese : 5–3 (Casa: 3–1; Trasferta: 2–2) | Record mese : 5–3 (Casa: 3–1; Trasferta: 2–2) | Record mese : 5–3 (Casa: 3–1; Trasferta: 2–2) |
| Partita                                       | Data                                          | Avversario                                    | Punteggio                                     | Più punti                                     | Più rimbalzi                                  | Più assist                                    | Spettatori                                    | Record                                        |
| --------------------------------------------- | --------------------------------------------- | --------------------------------------------- | --------------------------------------------- | --------------------------------------------- | --------------------------------------------- | --------------------------------------------- | --------------------------------------------- | --------------------------------------------- |
| 64                                            | 31 luglio                                     | Sacramento Kings                              | V 129–120                                     | DeMar DeRozan (27)                            | Gay, White (8)                                | DeMar DeRozan (10)                            | Visa Athletic Center 0                        | 28–36                                         |
| 65                                            | 2 agosto                                      | @ Memphis Grizzlies                           | V 108–106                                     | Dejounte Murray (21)                          | Dejounte Murray (10)                          | DeRozan, White (7)                            | Visa Athletic Center 0                        | 29–36                                         |
| 66                                            | 3 agosto                                      | @ Philadelphia 76ers                          | S 130–132                                     | DeMar DeRozan (30)                            | Drew Eubanks (10)                             | Jakob Pöltl (4)                               | Visa Athletic Center 0                        | 29–37                                         |
| 67                                            | 5 agosto                                      | Denver Nuggets                                | S 126–132                                     | Rudy Gay (24)                                 | Jakob Pöltl (7)                               | DeMar DeRozan (8)                             | Visa Athletic Center 0                        | 29–38                                         |
| 68                                            | 7 agosto                                      | Utah Jazz                                     | V 119–111                                     | Derrick White (24)                            | Jakob Pöltl (10)                              | Dejounte Murray (6)                           | HP Field House 0                              | 30–38                                         |
| 69                                            | 9 agosto                                      | @ N.O. Pelicans                               | V 122–113                                     | DeMar DeRozan (27)                            | Jakob Pöltl (14)                              | Lonnie Walker (4)                             | HP Field House 0                              | 31–38                                         |
| 70                                            | 11 agosto                                     | Houston Rockets                               | V 123–105                                     | Keldon Johnson (24)                           | Jakob Pöltl (12)                              | Dejounte Murray (7)                           | HP Field House 0                              | 32–38                                         |
| 71                                            | 13 agosto                                     | @ Utah Jazz                                   | S 112–118                                     | Keldon Johnson (20)                           | Dejounte Murray (14)                          | Dejounte Murray (7)                           | HP Field House 0                              | 32–39                                         |

## Mercato

### Cambio General Manager

#### Fuori stagione
| Data di partenza | General Manager uscente | Motivo   | Data di arrivo | General Manager entrante | Ultima posizione manageriale              |
| ---------------- | ----------------------- | -------- | -------------- | ------------------------ | ----------------------------------------- |
| 23 luglio        | R.C. Buford             | Promosso | 23 luglio      | Brian Wright             | assistente direttore generale (2016-2019) |

### Scambi
| 6 luglio 2019 | San Antonio SpursDeMarre Carroll Accordo di firma e commercio | Brooklyn Netsdiritti su Nemanja Dangubić |

### Free Agency

#### Prolungamenti contrattuali
| Giocatore    | Contratto                      |
| ------------ | ------------------------------ |
| Rudy Gay     | 2 anni – 32 milioni di dollari |
| Drew Eubanks | Contratto Two-way              |

#### Acquisti
| Giocatore       | Contratto                      | Provenienza                   |
| --------------- | ------------------------------ | ----------------------------- |
| Trey Lyles      | 2 anni – 11 milioni di dollari | Denver Nuggets                |
| DeMarre Carroll | 3 anni – 21 milioni di dollari | Brooklyn Nets                 |
| Daulton Hommes  | -                              | Point Loma Nazarene Sea Lions |
| Dedric Lawson   | -                              | Università del Kansas         |

#### Cessioni
| Giocatore          | Motivo     | Nuova squadra   |
| ------------------ | ---------- | --------------- |
| Dāvis Bertāns      | Scambio    | Brooklyn Nets   |
| Dante Cunningham   | Rilasciato |                 |
| Quincy Pondexter   | Rilasciato |                 |
| Donatas Motiejūnas | Free agent | Shanghai Sharks |
| Ben Moore          | Free agent | Galatasaray     |
| DeMarre Carroll    | Free agent | Houston Rockets |